# Sobrance
 Ovo je glavno značenje pojma Sobrance. Za Okrug pogledajte Okrug Sobrance.
Sobrance (mađ. Szobránc, njem. Sobranz) je grad u Košičkom kraju u istočnoj Slovačkoj. Grad je upravno središte Okruga Sobrance.

## Zemljopis
Sobrance se nalaze na krajnjem istoku Slovačke, od ukrajinskog grada Užgoroda Sobrance je udaljen 15 km, a od Michalovce 22 km. Grad leži u Istočno slovačkoj nizini, sjeverno od grada nalazi se planina Vihorlatské vrchy.

## Povijest
Prvi pisani zapis o gradu potječe iz 1344. godine, Sobrance je postao općina 1351. godine. Od 1918. godine grad je dio Čehoslovačke i postao glavni grad okruga Sobrance. Tijekom Drugog svjetskog rata Sobrance je od 1939. do 1945. dio Mađarske i bilo je teško oštećen. Poslije rata grad je ponovo dio Čehoslovačka, ali ne dobije status okruga. Poslije raspada Čehoslovačke 1993. godine Sobrance je dio Slovačke. Grad postaje središte okruga 1996. godine.

## Stanovništvo
| Godina:     | 1993. | 2003.   | 2013.   | 2023.   |
| ----------- | ----- | ------- | ------- | ------- |
| Broj ljudi: | 6056  | 6317    | 5957    | 5827    |
| Razlika:    |       | +4,30 % | -5,69 % | -2,18 % |

| Godina:     | 2022. | 2023.   |
| ----------- | ----- | ------- |
| Broj ljudi: | 5869  | 5827    |
| Razlika:    |       | -0,71 % |

Grad je 2001. godine imao 6262 stanovnika.

### Etnički sastav
- Slovaci - 95,37 %
- Romi - 0,91 %
- Česi -  0,51 %
- Ukrajinci - 0,37 %

### Religija
- rimokatolici - 51,09 %
- grkokatolici - 33,93 %
- ateisti - 3,59 %
- pravoslavci -  3,37 %

## Vanjske poveznice
- Službena stranica grada

### Ostali projekti
|  | Zajednički poslužitelj ima još gradiva o temi Sobrance |